# Vault 7

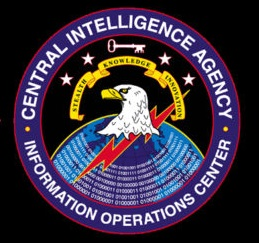
Logo für die Dokumente mit der Sammelbezeichnung Vault 7

Vault 7 ist eine Reihe von Dokumenten, die WikiLeaks ab März 2017 über einen Zeitraum von sechs Monaten veröffentlichte.

## Inhalt
Die Dokumente beschreiben detailliert die Aktivitäten und Fähigkeiten der Central Intelligence Agency (CIA) der Vereinigten Staaten zur Cyber-Kriegsführung und zur Durchführung von elektronischer Überwachung. Die Dateien, die von 2013 bis 2016 datiert sind, enthalten Details zu den Softwarefunktionen der CIA, wie z. B. die Möglichkeit, Autos, Smart-TVs, Webbrowser (einschließlich Google Chrome, Microsoft Edge, Mozilla Firefox und Opera), und die Betriebssysteme der meisten Smartphones (einschließlich Apple iOS und Google Android) sowie andere Betriebssysteme wie Microsoft Windows, macOS und Linux zu kompromittieren. Die CIA zeigte sich besorgt über die Veröffentlichungen, ging aber von der Echtheit der veröffentlichten Dokumente aus.
Im Juni 2018 wurde der ehemalige CIA-Mitarbeiter Joshua Adam Schulte angeklagt, die geheimen Dokumente an Wikileaks weitergeleitet zu haben.
Nach der Veröffentlichung von Vault 7 erwog die CIA, den WikiLeaks-Gründer Julian Assange zu entführen und zu töten.

## Prozess und Verurteilung
Joshua Schulte wurde von einem Bundesgericht in New York am 1. Februar 2024 zu 40 Jahren Gefängnis verurteilt. Von den 40 Jahren Haft entfallen aber 6 Jahre und acht Monate auf eine Verurteilung wegen Besitzes von Kinderpornografie, die nach Angaben der Behörden auf Schultes Computer gefunden wurde.
In einer anschließenden Erklärung sagte US-Staatsanwalt Damian Williams, Schulte habe „sein Land verraten, indem er einige der dreistesten, abscheulichsten Spionageverbrechen in der amerikanischen Geschichte begangen hat“.
Der ursprüngliche Prozess gegen Schulte im Jahr 2020 endete mit einem Fehlverfahren, da sich die Geschworenen bei den schwerwiegendsten Anklagepunkten uneinig waren. Im Juli 2022 wurde er jedoch in einem weiteren Prozess im Zusammenhang mit der Verschlusssache verurteilt.